# Maria Łotocka

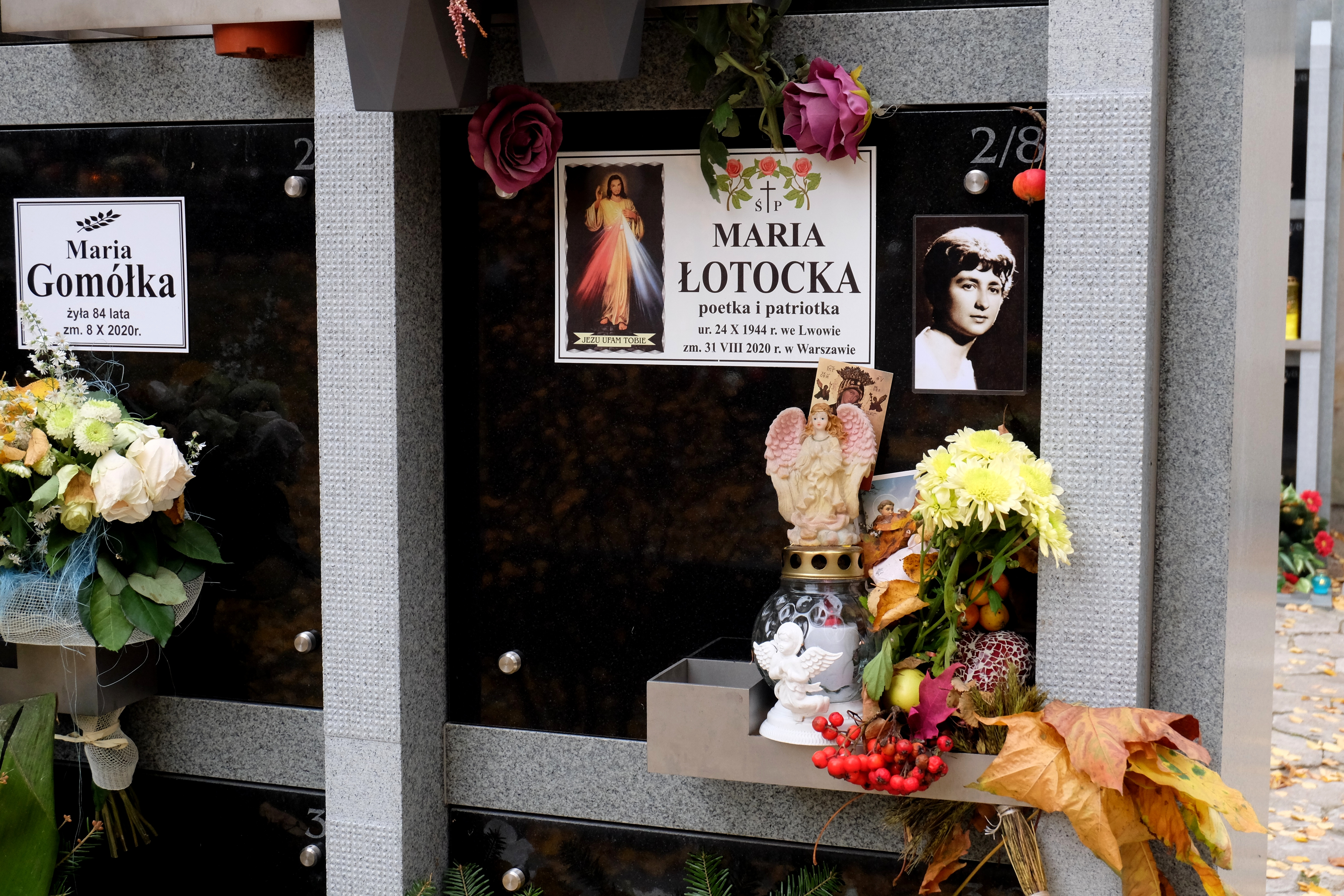
Nisza cmentarna Marii Łotockiej
w kolumbarium na Cmentarzu Wojskowym na Powązkach w Warszawie

Maria Łotocka Medajska (ur. 24 października 1944 we Lwowie, zm. 31 sierpnia 2020 w Warszawie) – polska poetka.

## Życiorys
Ukończyła filologię polską na Wileńskim Państwowym Instytucie Pedagogicznym. Debiutowała jako poetka w 1961 roku na łamach dziennika „Czerwony Sztandar” w Wilnie. W latach 1968–1986 była redaktorką „Czerwonego Sztandaru”. W latach 1978–1981 pełniła funkcję przewodniczącej Kółka Literackiego w Wilnie. W 1991 roku otrzymała Nagrodę Literacką Związku Literatów Polskich im. Juliusza Słowackiego.
Córką poetki jest reżyserka Barbara Medajska.
Została pochowana na cmentarzu Powązki Wojskowe w Warszawie (kwatera Q kol. 24 lewe-2-8).

## Twórczość – tomiki poezji
- Rozmowa (1991)[2]
- Mój Mickiewicz: wiersze poetki wileńskiej (1999)
- Ostatni nokturn (2000)[5]